# Karl Klöckner
Karl Klöckner (12 de janeiro de 1915, data de morte desconhecida) foi um ciclista alemão que participava em competições de ciclismo de pista.

## Carreira
Com a equipe de ciclismo alemão, Klöckner terminou em quarto lugar competindo na perseguição por equipes nos Jogos Olímpicos de Verão de 1936, em Berlim, Alemanha.